# 毛利勝信
毛利 勝信（もうり かつのぶ）は、戦国時代から安土桃山時代にかけての武将、大名。豊臣氏の家臣。豊臣政権の官僚・有力武将として活動した。別名は吉成（よしなり）、本姓は森氏で、森吉成を名乗った期間が長く、毛利吉成とも称する。官位は壱岐守。号を一斎。子に毛利勝永（吉政）、山内勝近（吉近）など。

## 略歴
尾張国で誕生したとされるが、近江国長浜で誕生したとする説もある。また尾張国葉栗郡の曼陀羅寺を菩提寺とする森一族であるとする説もある。弟に毛利吉雄（吉衛とも）がいる。早くから豊臣秀吉に仕えた古参の家臣で、黄母衣衆の1人であった。
秀吉による九州平定に参戦し、城井谷城攻略の過程などに関与する。肥後国人一揆では首謀者の隈部親安や甲斐親英を捕らえて斬るという鎮圧の功をあげて、天正15年（1587年）、豊前国の2郡（規矩郡、高羽郡）、小倉6万石を与えられた。この際に、秀吉より森姓を毛利姓に改めるように命じられ、毛利壱岐守を称した。
小倉では、旧城を改修して現在の小倉城を築城し、支城の岩石城は弟の毛利吉雄に預けた。高山右近のキリシタンの旧家臣団を引き受けた一方で、地元で勢力を誇った英彦山神宮と長く対立した。
文禄元年（1592年）、秀吉による朝鮮出兵では2,000人の軍役を命ぜられ、四番隊の長として島津義弘らの南九州勢を率いて渡海して江原道に展開した。また南部布陣後の第二次晋州城攻防戦に参加し、和平交渉期には林浪浦城を築いて朝鮮南部に在番した。続く慶長2年（1597年）の慶長の役では、子の勝永を伴って出陣し、加藤清正らとともに黄石山城を攻略し、全州会議後は忠清道から全羅道を掃討した。このとき井邑会議に参集した左軍の諸将は連著で今後の作戦展望として「南部再布陣の計画では釜山の守備が立花宗茂とされていたが、重要拠点のために豊臣政権に信望高い老将・毛利勝信に変えるべき」との書状を秀吉に送っている。南部へ帰還した勝信はまず泗川倭城を築城して守将担当の島津義弘に渡し、勝信自身は前述の注進の通りに釜山に在番した。年末から始まる第一次蔚山城の戦いでは蔚山倭城で窮地に陥った加藤清正を救援し攻城中の明軍を大破した。この戦いの後に勝信は西生浦倭城へ移陣し最終局面まで在番した。
慶長3年（1598年）、秀吉の死に際して遺物金20枚を受領した。
慶長5年（1600年）の関ヶ原の戦いでは石田三成方について、勝永が伏見城を攻めた。豊前にいた勝信は、勝永に同行した家老・毛利信友（九左衛門）が伏見で戦死したので、支城・香春岳城の城主に自分の子を据えようとしたが、信友の郎従と遺子・吉十郎は激怒して香春岳城を黒田如水に譲ってしまい、その先鋒となった。如水は勝信に石田方敗北を知らせて投降するように勧めた。如水とは旧知の仲であり、説得に応じて徳川家康へのとりなしを依頼し、勝信は剃髪して一斎を号した。ところが実は如水はすでに豊前一国の切り取り自由、安堵の約束を取り付けており、騙された勝信・勝永は戦後改易されて、肥後国へ追放されることになった。

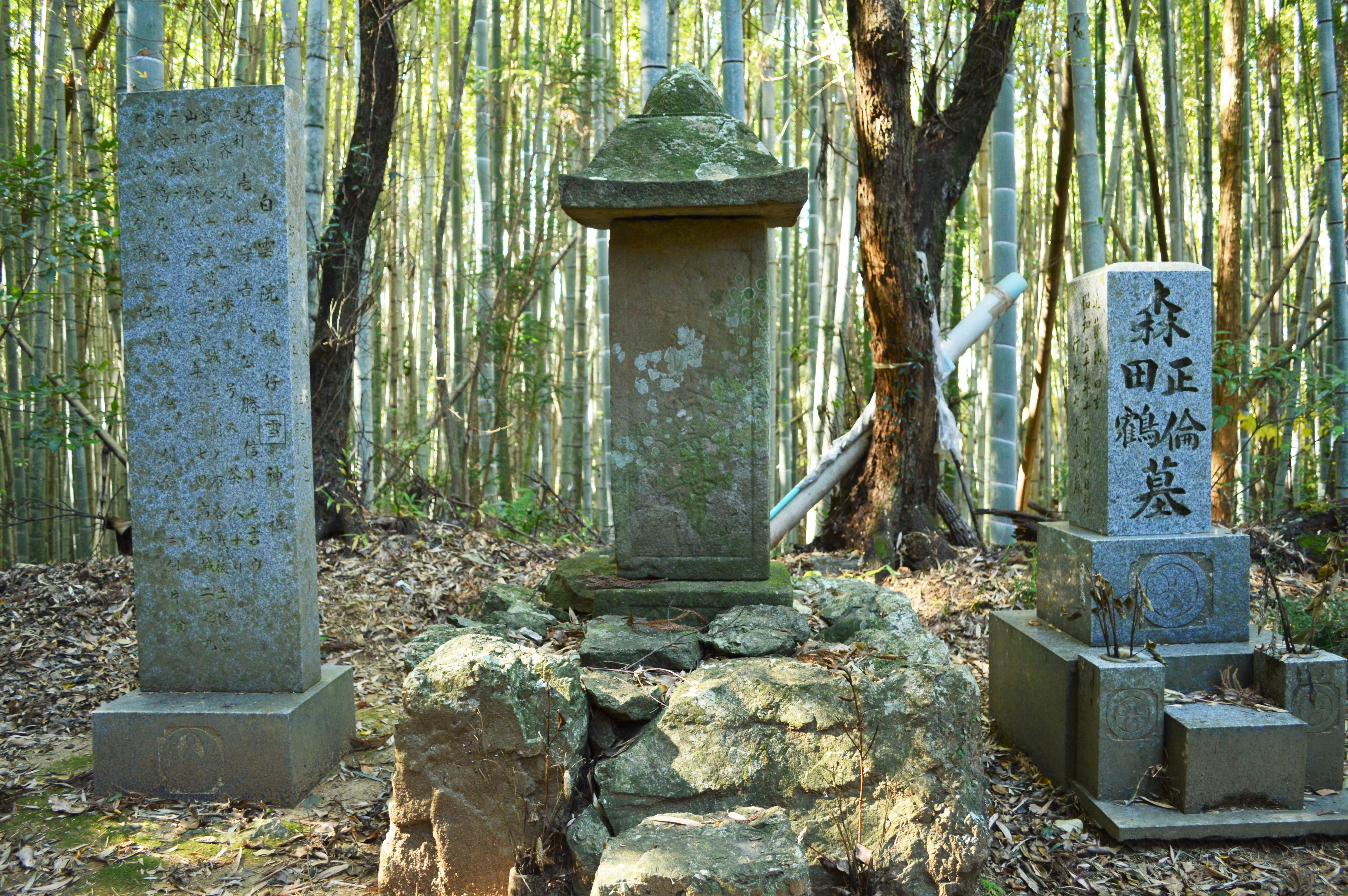
墓所（高知県高知市中秦泉寺）

毛利親子の身柄は加藤清正、次いで旧知の仲であった山内一豊が土佐国で預かった。これはもともと豊臣家臣団で上役の勝信が一豊の面倒を見てきたことに加えて、勝永が石田方にありながら一豊の妻の千代の保護に奔走していたためといわれており、土佐では大高坂城西郭で生活をしていた。また一豊に登用されて城の普請にも携わった。
慶長16年（1611年）5月6日、配所で死去した。翌日、小高坂山で荼毘に付され、尾戸山に葬られた。墓石の大きさは九尺四方で、山内忠義がこれを建立した。墓所ははじめは江ノ口尾戸山法華宗喜円坊にあったが、後に久万村に移された。

### 「毛利」姓の同族関係について
森姓から毛利姓に替えたものに、毛利高政、毛利吉安兄弟などがいるが、この森高次の二人の息子ら一族と勝信の系譜との関係性は不明。何れも尾張出身で、同族か近縁と推測することもできる。また同じく、毛利信友も親族と思われるが続柄は不明。

## 子孫
- 森小弁[10] - トラック諸島（現在のミクロネシア連邦チューク州チューク諸島）で活躍した実業家。
- マニー・モリ[11] - ミクロネシア連邦の第7代大統領。
- 毛利吉盛 - 江戸時代末から明治にかけての土佐藩士。弟である毛利吉雄（出羽守）の子孫。御馬廻役250石。のち京都留守居役。新政府にて静岡県参事。
- 毛利亮太郎 - 鳥取大学名誉教授・農学者。著書に「上野焼尊楷渡来の研究―毛利吉成説の確立」。